# Nekrolog 1164
Nekrolog
◄◄
| ◄
| 1160
| 1161
| 1162
| 1163
| 1164 | 1165 | 1166 | 1167 | 1168 | ► | ►►
Weitere Ereignisse | Allgemeiner Nekrolog 1164
Die Beschreibung der verstorbenen Person sollte so kurz wie möglich gehalten sein und nur deren signifikante Tätigkeit(en) enthalten.
Neue Namen ggf. auch unter dem Geburts- und Sterbedatum, also etwa unter 1. Januar und im Geburts- und Sterbejahr (2024) eintragen (nur bei entsprechender großer Wichtigkeit). Für Beispiele siehe die schon vorhandenen Artikel.
Außerdem über die fünf zuletzt Verstorbenen, zu denen es einen ausreichend guten Artikel für eine Präsentation auf der Hauptseite gibt, nach der todesbedingten Überarbeitung der Artikel ggf. auch unter Wikipedia Diskussion:Hauptseite informieren und sie am besten auch in den anderen Wikipedia-Sprachversionen eintragen. Tipp: Regelmäßig bei news.google.de nach „ist tot“, „gestorben“ oder „verstorben“ suchen.
Wenn eine Person gestorben ist, gibt es viele Seiten zu dieser Person in der Wikipedia, die davon auch betroffen sind und entsprechend aktualisiert werden müssen. Beispiele: Namenübersichtsseite, Geburtsjahr, Geburtsort-Seiten und viele mehr.
Wie finde ich die betroffenen Seiten?
Im Suchfeld auf der linken Seite gibt man den Suchbegriff so ein: „Vorname Nachname“. Dann klickt man auf Volltext und alle Seiten mit entsprechendem Suchtext werden aufgerufen. Hier sieht man dann schnell, wo auch das Todesjahr Sinn macht oder sogar ein Teil des Artikels angepasst werden muss. Auch hilft das „Werkzeug“ auf der linken Seite sehr gut, um solche Seiten aufzufinden: „Links auf diese Seite“. Somit ist die Wikipedia wieder aktuell in allen Bereichen! Hinweis: bei Eintragung der Kategorie „Gestorben JAHR“ wird der Missbrauchsfilter 49 ausgelöst, was jedoch nicht schlimm ist. Siehe: Spezial:Missbrauchsfilter/49
Dies ist eine Liste von im Jahr 1164 verstorbenen bekannten Persönlichkeiten. Die Einträge erfolgen innerhalb der einzelnen Daten alphabetisch sortiert. Tiere sind im Nekrolog für Tiere zu finden.

## Januar
| Tag        | Name                | Beruf, bekannt als  | Alter | Beleg |
| ---------- | ------------------- | ------------------- | ----- | ----- |
| 30. Januar | William FitzEmpress | Vizegraf von Dieppe | 27    |       |

## Februar
| Tag         | Name            | Beruf, bekannt als                                              | Alter | Beleg |
| ----------- | --------------- | --------------------------------------------------------------- | ----- | ----- |
| 10. Februar | Hugo von Fosses | Abt der Abtei Prémontré, dem Mutterkloster der Prämonstratenser |       |       |

## März
| Tag     | Name            | Beruf, bekannt als   | Alter | Beleg |
| ------- | --------------- | -------------------- | ----- | ----- |
| 1. März | Peter von Tyrus | Erzbischof von Tyrus |       |       |

## April
| Tag       | Name       | Beruf, bekannt als                 | Alter | Beleg |
| --------- | ---------- | ---------------------------------- | ----- | ----- |
| 20. April | Viktor IV. | Gegenpapst zu Papst Alexander III. |       |       |

## Juni
| Tag      | Name                  | Beruf, bekannt als      | Alter | Beleg |
| -------- | --------------------- | ----------------------- | ----- | ----- |
| 18. Juni | Elisabeth von Schönau | Heilige                 |       |       |
| 22. Juni | Eberhard von Biburg   | Erzbischof von Salzburg |       |       |

## Juli
| Tag     | Name      | Beruf, bekannt als                          | Alter | Beleg |
| ------- | --------- | ------------------------------------------- | ----- | ----- |
| 6. Juli | Adolf II. | Graf von Schauenburg, Holstein und Stormarn |       |       |

## August
| Tag        | Name                     | Beruf, bekannt als     | Alter | Beleg |
| ---------- | ------------------------ | ---------------------- | ----- | ----- |
| 18. August | Ortlieb von Frohburg     | Bischof von Basel      |       |       |
| 22. August | Hartwig II. von Spanheim | Bischof von Regensburg |       |       |

## September
| Tag           | Name   | Beruf, bekannt als              | Alter | Beleg |
| ------------- | ------ | ------------------------------- | ----- | ----- |
| 14. September | Sutoku | 75. Tennō von Japan (1123–1142) | 45    |       |

## Dezember
| Tag          | Name                | Beruf, bekannt als      | Alter | Beleg |
| ------------ | ------------------- | ----------------------- | ----- | ----- |
| 23. Dezember | Hartmann von Brixen | Fürstbischof            |       |       |
| 31. Dezember | Ottokar III.        | Markgraf der Steiermark |       |       |

## Datum unbekannt
| Tag | Name                     | Beruf, bekannt als                                                 | Alter | Beleg |
| --- | ------------------------ | ------------------------------------------------------------------ | ----- | ----- |
|     | Heinrich von Badewide    | Graf von Botwide und Ratzeburg                                     |       |       |
|     | Clemens von Smolensk     | Metropolit von Kiew                                                |       |       |
|     | Fujiwara no Tadamichi    | japanischer Regent                                                 |       |       |
|     | Gausfred III.            | Graf von Rosselló                                                  |       |       |
|     | Heinrich II. von Lüttich | Bischof von Lüttich                                                |       |       |
|     | Somerled                 | militärischer und politischer Anführer auf den schottischen Inseln |       |       |
|     | Wertislaw                | Sohn des Abodritenfürsten Niklot                                   |       |       |